# Henrik I av Navarra
Henrik I (1244–1274) den fete (franska: Henri Ier de Navarre eller Henri III de Champagne) var kung över Navarra mellan åren 1270 till 1274. Han var också greve av Champagne och Brie, fast där kallades han för Henrik III. Henrik var den yngste sonen till Thibaut I och dennes hustru Margareta av Bourbon. 
När hans äldre bror Thibaut II hade dött blev Henrik den nya kungen av Navarra. Men hans kröning ägde inte rum förrän i maj 1273. År 1259 gifte sig Henrik med Blanka av Artois som var dotter till Robert I av Artois. Paret fick bara en dotter Juana och det gjorde att de manliga arvingarna till Navarras tron dog ut. Henrik dog i juli 1274 och det sades att han kvävdes till dötts av sitt eget fett.
I den gudomliga komedin ser Dante Henriks ande utanför grindarna till skärselden med ett antal europeiska 1200–tals kungar. Henrik är inte namngiven utan han är nämnd som: "the father in law of the Pest of France".